# Eocencnemus sugonjaevi
Eocencnemus sugonjaevi is een vliesvleugelig insect uit de familie Encyrtidae. De wetenschappelijke naam is voor het eerst geldig gepubliceerd in 2002 door Simutnik.